# Потєхін Анатолій Миколайович
Анато́лій Микола́йович Потє́хін  (6 січня 1969, м. Хмільник, Вінницька область, Українська РСР — 7 червня 2017, Кам'янка, Ясинуватський район, Донецька область, Україна) — український військовослужбовець, розвідник, капітан Збройних сил України, учасник російсько-української війни, футболіст, підприємець, волонтер, громадський активіст, член партії «Народний рух України».

## Біографія
Народився 1969 року в місті Хмільник на Вінниччині. Навчався у міській середній школі № 3. Відвідував різні гуртки, зокрема, займався танцями, грав на музичних інструментах.
У 1986 році закінчив Мінське суворівське військове училище, у 1990 — Київське вище загальновійськове командне училище імені Фрунзе.
У 1990-х роках служив у Збройних силах України на посаді командира розвідувального взводу, потім командира розвідувальної роти житомирської військової частини. З того часу мешкав у військовому містечку в селі Висока Піч неподалік Житомира.
Звільнившись зі Збройних сил у 1999 році, став підприємцем, 2002 року зареєстрував підприємство із роздрібної торгівлі ПП «ЧІГ», займався перевезеннями. 1999 року долучився до лав Народного руху України. Грав у сільській футбольній команді, був представником ФК «Пак-Трейд» (с. Висока Піч). Громадський активіст.
З початком російської збройної агресії проти України став волонтером, а в лютому 2017 року вступив на військову службу за контрактом і вирушив на фронт.
Капітан, старший офіцер відділення спеціального призначення 12-го окремого мотопіхотного батальйону «Київ» 72-ї окремої механізованої бригади.
З 22 лютого виконував бойові завдання на території проведення антитерористичної операції в районі міста Авдіївка.
7 червня 2017 року розвідгрупа під командуванням капітана Потєхіна здійснювала пішу розвідку місцевості та інженерну розвідку між селищем Кам'янка та окупованим селищем Крута Балка в Ясинуватському районі Донецької області. Група виявила облаштовані позиції російських бойовиків та встановила, що на спостережних постах і опорних пунктах противника залучені чергові сили та засоби, а основні сили підрозділів противника перебувають в районах розташування. Під час проведення розвідки, внаслідок спрацювання вибухового пристрою Анатолій Потєхін отримав численні осколкові поранення, що несумісні з життям. Командир групи йшов першим і підірвався на вибуховому пристрої з «розтяжкою», за мить до потужного вибуху зумів врятувати життя бойовому побратиму, закривши його собою. Попри надану медичну допомогу, від отриманих осколкових поранень у голову помер на місці.
10 червня офіцера поховали у Високій Печі.
Залишилась дружина та двоє дітей — донька Марія 1994 р.н. і син Іван 2006 р.н.

## Нагороди та вшанування
- За особисту мужність, виявлену у захисті державного суверенітету та територіальної цілісності України, самовіддане виконання військового обов'язку нагороджений орденом Богдана Хмельницького III ступеня (5.7.2017, посмертно)[7].
- За заслуги у військовій та волонтерській діяльності, героїзм і самопожертву, виявлені у захисті територіальної цілісності Української держави нагороджений найвищою відзнакою Житомирської районної ради «Честь і слава Житомирського району» (4.8.2017, посмертно)[8][9].
- 6 січня 2018 року, у день народження Анатолія Потєхіна, в селі Висока Піч пройшов турнір з міні-футболу на його честь, для постійного вшанування полеглого на війні офіцера заснували перехідний Кубок пам'яті Анатолія Потєхіна[10].